# Steve Bauer
Steve Bauer (n. 12 iunie 1959, St. Catharines, Ontario, Canada) este un ciclist canadian, medaliat olimpic. A participat la două ediții ale Jocurilor Olimpice (1984, 1996) în care a câștigat o medalie de argint.